# Na Kráľovej holi
Na Kráľovej holi (pronuncia slovacca: [ˈna ˈkraːʎoʋej hoʎi], in italiano: Nella Kráľova hoľa, lett. "Nel pascolo di montagna del Re") è una canzone popolare slovacca della regione di Horehronie. È diventata famosa soprattutto grazie al film Zem spieva (1933) da Karol Plicka. Nella versione originale del testo, nella prima strofa, „la collina è inclinata verso terra di Šumiac“ (slovacco vrch má naklonený do šumiackej zem). Il testo modificato è apparso per la prima volta nel film Zem spieva.
Secondo la leggenda, il testo fu scritto da un soldato di Šumiac che combatteva sul fronte russo, il quale era stato colpito e si era reso conto che probabilmente non sarebbe mai più tornato a casa.
Secondo un'altra interpretazione, si tratta di una canzone cantata da un condannato prima della sua esecuzione.  L'albero con la cima inclinata è un patibolo.

## Testo
1. 
[:Na Kráľovej holi stojí strom zelený.:]
[:Vrch má naklonený, vrch má naklonený,
vrch má naklonený k tej Slovenskej zemi.:]
(C'è un albero verde nella Kráľova hoľa.
La collina è inclinata, la colline è inclinata,
la collina è inclinata verso quella terra slovacca.)
2.  
[:Odkážte, odpíšte tej mojej materi,:]
[:že mi svadba stojí, že mi svadba stojí,
že mi svadba stojí na Kráľovej holi.:]
(Dirle, scrivi a quella mia madre,
che il matrimonio mi sta costando, che il matrimonio mi sta costando,
che il mio matrimonio è nella Kráľova hoľa.)
3.
[:Odkážte, odpíšte mojim kamarátom,:]
[:že už viac nepôjdem, že už viac nepôjdem,
že už viac nepôjdem na fraj za dievčaťom.:]
(Dirle, scrivi a quella mia madre,
che non andrò più, che non andrò più,
che non andrò più gratuito dietro alla ragazza.)
4. 
[:Na nebi hviezdičky sú moje družičky:]
[:a guľa z kanóna, a guľa z kanóna,
a guľa z kanóna, to je moja žena.:]
(Le stelle nel cielo sono le mie damigelle d'onore
e una palla di cannone, e una palla di cannone,
e la palla di cannone, quella è mia moglie.)
Nota: Nel testo originale, la seconda strofa è la terza.
Seconda strofa originale inutilizzata:
[:Stojí mi tam stojí, smutná neveselá,:]
[:šibenička moja, šibenička moja,
šibenička moja z kresaného dreva.:]
(Lei sta lì, triste e senza gioia,
il mio patibolino, il mio patibolino,
il mio patibolino in legno intagliato.)